# 娜塔莎·布魯斯
娜塔莎·布魯斯（英語：Natascha Bruce），是一位英國翻譯家和文學評論家，主要英譯香港和馬來西亞的華文小說。現居阿姆斯特丹。

## 生平
布魯斯於2010年從劍橋大學畢業，主修中文，專門研究現代中國文學。她隨後移居台灣，任職字幕和劇本翻譯員。2015年，她憑翻譯香港作家謝曉虹的短篇小說《雞》而與邁克爾·戴（Michael Day）共同贏得白玫瑰翻譯獎。2016年，她獲美國文學翻譯協會邀請擔任新加坡文學翻譯計劃的導師。布魯斯此後亦翻譯了不少華文作品，曾為賀淑芳、殘雪、英培安、帕蒂古麗和徐小斌等作家翻譯，其中賀淑芳《湖面如鏡》的英譯本獲得2020年華威女性翻譯獎提名。
布魯斯為謝曉虹翻譯的著作被刊登在多份期刊，而其中新詩〈布鳥〉的英譯版本獲得2019年美國詩人學會的新詩翻譯獎，她亦獲邀到中國新寫作利茲中心（Leeds Centre for Chinese Writing）擔任客席研究員。布魯斯又在2021年憑翻譯謝的長篇小說《鷹頭貓與音樂箱女孩》贏得美國筆會／海姆翻譯資金補助，並將會於2023年分別由由菲茨卡拉多出版社和格雷沃夫出版社在英國和美國出版。

## 作品列表

### 翻譯
- 《孤寂的臉》（Lonely Face : a novel；原作者為英培安；2019）
- 《百年血脈》（Bloodline；原作者為帕蒂古麗；2019）
- 《湖面如鏡》（Lake Like a Mirror；原作者為賀淑芳；2020）
- 《徐小斌小説精薈》（A Classic Tragedy: Short Stories；原作者為徐小斌；2021）
- 《鷹頭貓與音樂箱女孩》（Owlish；原作者為謝曉虹；2023）

### 論著
- , San Francisco, CA: Two Lines Press, 2020, ISBN 9781949641004